# Буранчино (Ишимбай)
Буранчино (баш. Бурансы) — историческая местность на территории микрорайона Перегонного города Ишимбая, расположенная на правом берегу реки Белой, в юго-западной части города.

## История
Деревня Буранчино известна с 1795 года, как крупный 40-дворный аул в 219 человек. Название дано по имени основателя Бурансы. Известны его сыновья и внуки, которые продолжали жить в родной деревне. Старший Абзелил (1754-?), его дети Сатучи, Ишбай, Губайдулла, Хибатулла. Второй сын Уметбай Буранчин (1778-?), его сыновья Мифтахитдин, Сайфитдин, Шамситдин, Кусарбай и Асылбай Уметбаевы. На левом берегу реки Белой находилась деревня Нижне-Буранчино, на месте которой ныне построен Ишимбайский завод нефтепромыслового оборудования.
К VIII ревизии 1834 года из коренной деревни выделилась часть людей и основала в 4 верстах новую деревню по левую сторону реки Белой с населением в 82 человека при 7 дворах. Она названа в официальных бумагах как Нижне-Буранчино (Нижнебуранчино), а старая деревня стала Верхнебуранчино, где осталось 129 жителей и 12 дворов. Постепенно население в выселке увеличивалось. По X ревизии в Нижнебуранчино было 20 дворов и 211 жителей, во второй — 30 домов и 132 человека. В 1920 году Нижнебуранчино отмечено 335, в Верхнебуранчино — 192 человека; дворов соответственно 64 и 35. Поэтому произошёл перенос названия Нижнебуранчино на Верхнебуранчино. Когда в 1925 году Нижнее Буранчино опустело, а жители перебрались в деревню Ирек. Этот ойконим оставался в официальных документах как название старого Буранчино.
В 1929 году экспедиция, которую возглавлял геолог Алексей Александрович Блохин, выбрала три точки на карте, три деревни, Нижне-Буранчино, Ишимбаево, Кусяпкулово для разведки нефти, опираясь в том числе на исторические свидетельства.
Сам И. М. Губкин называл открытое им в 1932 году Ишимбайское нефтяное месторождение Нижнебуранчинским:
Ишимбаевское месторождение нефти, известное также как Стерлитамакское или Нижнебуранчинское, расположено по реке Белой в 18 км от Стерлитамака Башкирской АССР
В 1939 году в деревне Буранчино открыто Буранчинское нефтяное месторождение.
В 1940 году деревня вошла в состав города Ишимбая. Находится на территории микрорайона Перегонного.

## Транспорт
- Городской автобусный маршрут № 1 «Автовокзал — мкр-н Перегонный»